# Campile (Irlanda)
|  | Aquest article tracta sobre vila d'Irlanda. Si cerqueu la vila corsa, vegeu «Campile». |

Campile (en gaèlic irlandès Ceann Phoill o "cap de la cresta") és una vila d'Irlanda, al comtat de Wexford, a la província de Leinster. Es troba a 14 kilòmetres de New Ross i a la vora de les restes de l'abadia de Dunbrody aixecada per l'Orde del Cister.

## Història
Durant la rebel·lió irlandesa de 1798 es va aixecar un campament rebel al turó Slieve Coillte.

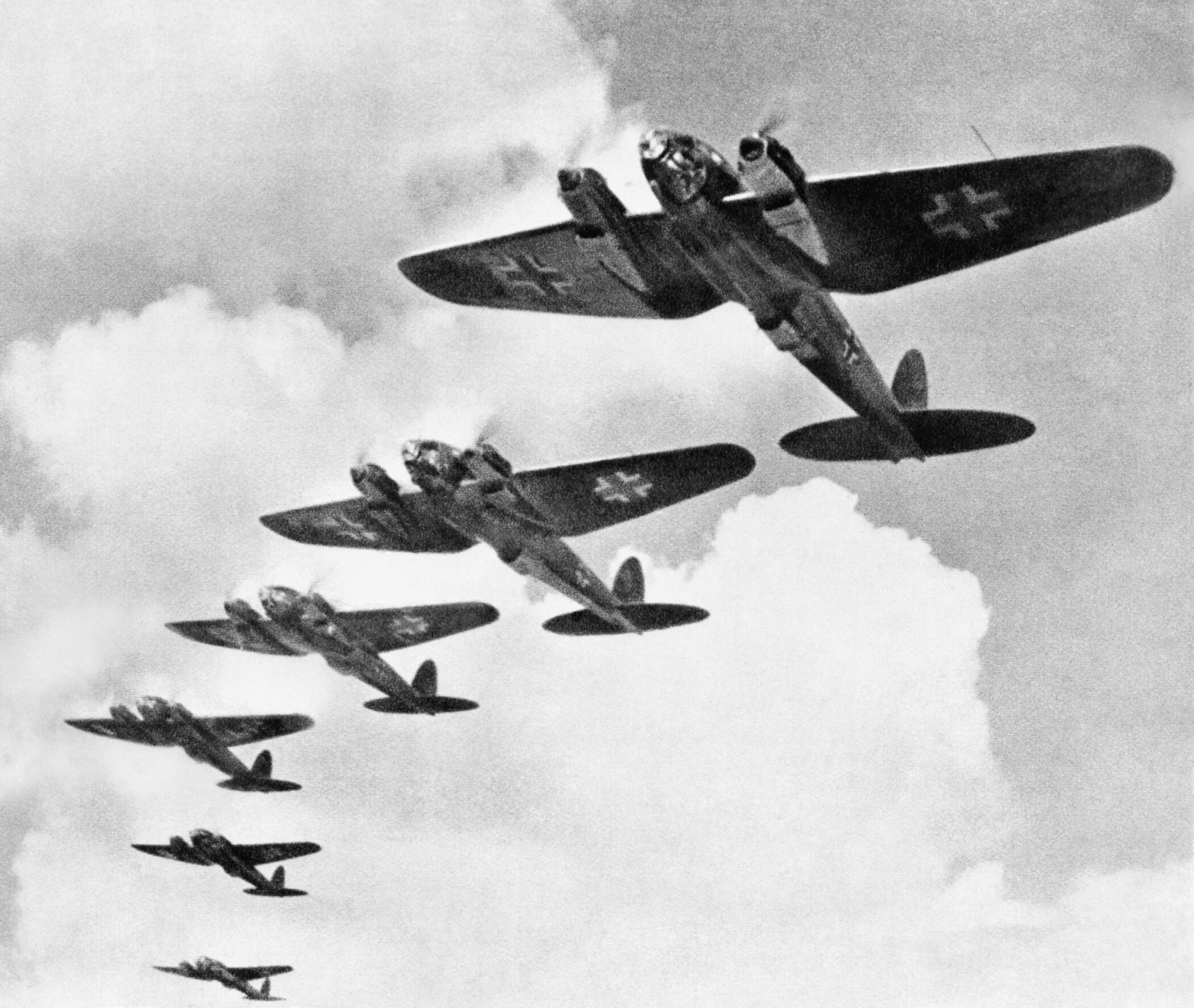
Bombarders alemanys (Heinkel He 111) sobre Gran Bretanya durant la Segona Guerra Mundial – similars als que bombardejaren Campile.

Irlanda va romandre oficialment neutral durant la Segona Guerra Mundial. Tanmateix, durant l'Emergència el 26 d'agost de 1940 la Luftwaffe va bombardejar Campile a plena llum del dia. Tres dones van morir Mary Ellen Kent (30), la seva germana Catherina Kent (26), ambdós de Terrerath i Kathleen Hurley (27) de Garryduff. Quatre bombes alemanyes van ser llançades sobre les seccions de lleteria i restauració de Shelburne Co-op en aquest dia. El ferrocarril també va ser blanc del bombardeig. L'atac mai s'ha explicat amb claredat encara que n'hi ha nombroses teories. Amb motiu del 50 aniversari del bombardeig es va erigir una placa a les parets de la cooperativa en memòria de les tres dones.
El llibre d'Arthur O'Connor Campile és la història personal d'un espia alemany que participà en la tasca de contraespionatge per a aturar la construcció de Harland and Wolff al port d'aigües profundes ala afores de Campile, proposada segons documents recentment desclassificats. Harland and Wolff té la seva base a Belfast.